# مراحل لورانس كولبرغ في التطور الأخلاقي

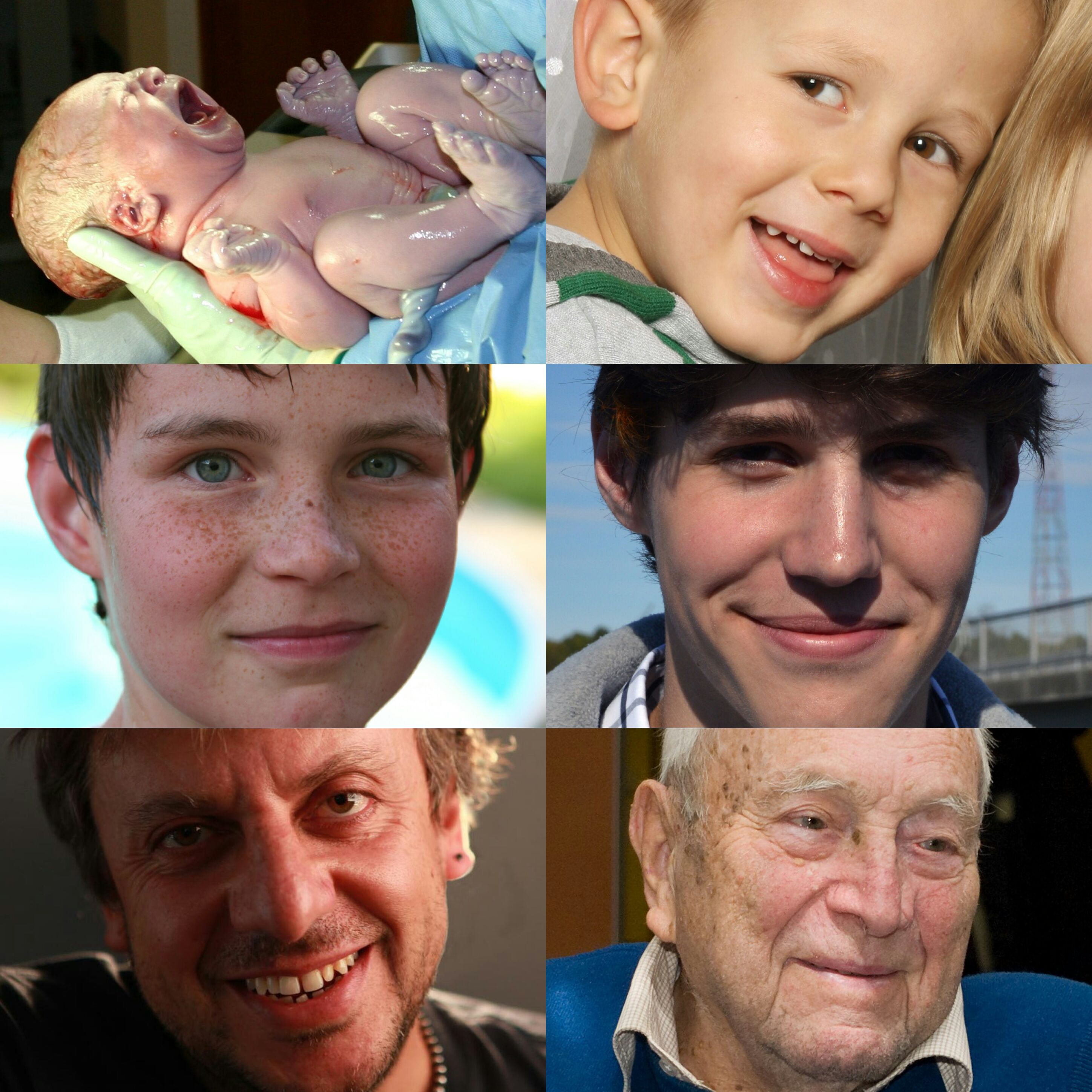

تشكل مراحل لورانس كولبرغ في التطور الأخلاقي تعديلاً لنظرية نفسية أطلقها في الأصل عالم النفس السويسري جان بياجه. بدأ كولبرغ العمل على الموضوع عندما كان طالب دراسات عليا في جامعة شيكاغو عام 1958 ووسع في النظرية طوال فترة حياته.
تقول النظرية أن التفكير الأخلاقي، أي أساس السلوك الأخلاقي، يتطور عبر ست مراحل، كل منها تكفي للإجابة على المعضلات الأخلاقية أكثر من سابقتها. تابع كولبرغ تطور الحكم الأخلاقي إلى ما بعد الأعمار التي درسها بياجه في وقت سابق، والذي ادعى أن المنطق والأخلاق يتطوران عبر مراحل بناءة. قرر كولبرغ، بعد توسعه في عمل بياجه، أن عملية التطور الأخلاقي كانت معنية أساساً بالعدالة وأنها تستمر طوال حياة الفرد، وهي فكرة أدت إلى الحوار حول الآثار الفلسفية لهذا البحث.
تحدث مراحل تطور الأخلاق الستة في ثلاث مستويات، هي: ما قبل التقليدية، التقليدية، وما بعد التقليدية. اعتمد كولبرغ في دراساته على قصص مثل معضلة هاينز، وكان مهتماً بكيفية تبرير الأفراد لأفعالهم إذا وُضعت في معضلات أخلاقية مماثلة. قام بتحليل شكل التفكير الأخلاقي، بدلاً من استنتاجه وتصنيفه في واحدة من المراحل الستة.
كانت هناك العديد من الانتقادات للنظرية من وجهات نظر مختلفة. بعض الانتقادات تقول إنها تؤكد العدالة كي تقصي القيم الأخلاقية الأخرى، مثل الرعاية، وأن هناك تشابك في المراحل؛ إذ ينبغي اعتبارهم مجالات واسعة، وأن تقديرات أسباب الاختيارات الأخلاقية هي في معظمها تبريرات مخصصة (من جانب صانعي القرار وعلماء النفس) للقرارات البديهية.
خلقت نظرية كولبرغ مجالاً جديداً في علم النفس. ووفقاً لدراسة «إيت إل» لهاجبلوم عن أكثر علماء النفس البارزين في القرن العشرين، احتل كولبرغ المرتبة السادسة عشر لأكثر عالم نفس تكرر اسمه في كتب علم النفس التمهيدي على مدار القرن، فضلاً عن الثلاثين الأكثر شهرة. يدور مقياس كولبرغ حول كيف يبرر الناس سلوكياتهم، ومراحله ليست منهج تقييم لمدى أخلاقية أفعال شخص ما؛ يجب أن يكون هناك ارتباط بين كيفية تسجيل شخص على المقياس وكيف يتصرف. الفرضية العامة تقول إن السلوك الأخلاقي أكثر مسؤولية واتساقاً ويمكن التنبؤ به من قِبل الناس في المستويات العليا.

## المراحل
يمكن تصنيف مراحل كولبرغ بصورة عامة ضمن ثلاثة مستويات بمرحلتين لكل مستوى. المستويات الثلاثة هي: ما قبل التقليدية، التقليدية، وما بعد التقليدية. بعد متطلبات بياجه البنائية لنموذج المرحلة، كما هي موصوفة في نظريته للتنمية المعرفية، فإنه من النادر جداً التراجع في المراحل –أي فقدان منفعة قدرات المرحلة العليا. لا يمكن تجاوز المراحل، إذ إن كل واحدة منهم تعطي وجهة نظر جديدة وضرورية وأكثر شمولاً واختلافاً عن سابقاتها، لكن مندمجة معهم.
المستوى الأول (ما قبل التقليدية)
1. توجه الطاعة والعقاب (كيف بإمكاني تجنب العقاب؟)
2. توجه المصلحة الشخصية (ماذا فيه لأجلي؟) (دفع مقابل فائدة)

المستوى الثاني (التقليدية)
1. التوافق والتطابق بين الأشخاص (الأعراف الاجتماعية) (سلوك الفتى/الفتاة الجيد)
2. توجه السلطة والحفاظ على النظام الاجتماعي (أخلاق النظام والقانون)

المستوى الثالث (ما بعد التقليدية)
1. توجه العقد الاجتماعي
2. المبادئ الأخلاقية العالمية (الضمير المبدئي)

يتم الاحتفاظ بالإدراك المكتسب بكل مرحلة في المراحل اللاحقة، ولكن يمكن اعتباره في المراحل التالية بسيطاً ويفتقر إلى الاهتمام الكافي بالتفاصيل.

## مستوى ما قبل التقليدية
ينتشر مستوى ما قبل التقليدية في التفكير الأخلاقي بكثرة لدى الأطفال، ويمكن أن يظهر هذا المستوى من التفكير عند البالغين أيضاً. المفكرون في هذا المستوى يحكمون مدى أخلاقية فعل ما بنتائجه المباشرة. يتكون مستوى ما قبل التقليدية من المرحلتين الأولى والثانية في التطور الأخلاقي، وهو مهتم فقط بالنفس بطريقة أنانية. الطفل الذي يمر بمرحلة التفكير الأخلاقي ما قبل التقليدية لم يعتمد بعدُ أو يرسخ تقاليد المجتمع فيما يتعلق بما هو صحيح أو خاطئ، لكن يركز عوضاً عن ذلك على النتائج الخارجية التي قد تجبلها أفعال محددة.
في المرحلة الأولى (مقاد بالطاعة والعقاب) يركز الأفراد على النتائج المباشرة لأفعالهم على أنفسهم، فعلى سبيل المثال، يُنظر لفعل ما على أنه خاطئ أخلاقياً بسبب أن مرتكبه يُعاقب. «في آخر مرة قمت بهذا الفعل تعرضتُ للضرب، لذا لن أقوم به مرة أخرى.» كلما زاد العقاب يُنظر للفعل على أنه سيئ أكثر. يمكن لهذا أن يفسح المجال لاستدلال أنه حتى الضحايا البريئين مذنبين حسب نسبة معاناتهم. فهي مرحلة «أنانية» تفتقر لإدراك أن وجهات نظر الآخرين مختلفة عن وجهات نظره الخاصة. هناك «احترام لقوة عليا أو هيبة كبيرة.»
يمكن أن نضرب مثلاً على الأخلاق المقادة بالطاعة والعقاب بطفل يرفض أن يقوم بشيء ما بسبب أنه خاطئ وأن نتائجه سيترتب عليها العقاب. مثلاً، زميل مدرسة يتحدى زميلة الصغير أن يهرب من المدرسة. الصغير سيطبق الأخلاق المقادة بالطاعة والعقاب برفض الهروب من المدرسة لأنه سيُعاقب لو فعل.
المرحلة الثانية (مقاد بالمصلحة الذاتية) التعبير عن وضعية «ماذا فيه لأجلي؟» إذ يُعرف السلوك الصحيح بأي شيء يؤمن الفرد أنه الأفضل لمصلحته ولكن يُفهم بطريقة ضيقة لا تراعي سمعته أو علاقته بمجموعة من الأشخاص. يُظهر تفكير المستوى الثاني اهتماماً محدوداً باحتياجات الآخرين، ولكن إلى حد قد يؤدي إلى تعزيز مصالح الفرد الخاصة. نتيجة لذلك، لا يستند الاهتمام بالآخرين على الولاء والاحترام الجوهري، إنما على عقلية «إن خدشت ظهري، سأخدش ظهرك.» يختلف الافتقار إلى وجهات النظر المجتمعية في المستوى ما قبل التقليدي تماماً عن العقد الاجتماعي (المرحلة الخامسة)، حيث تهدف كل الأفعال في هذه المرحلة لخدمة اهتمامات واحتياجات الفرد الخاصة. بالنسبة لمنظّريّ المرحلة الثانية، فإن وجهة النظر الجماعية غالباً تُرى أخلاقية نسبياً.
مثال عن المقاد بالمصلحة الذاتية، حين يُطلب من الطفل القيام بعمل روتيني من قِبل والديه. يسأل الطفل: «ماذ فيه لأجلي؟» يوفر الوالدان حافزاً للطفل عن طريق إعطاءه شيء ما مقابل القيام بواجباتهم. أصبح الطفل محفزاً بالمصلحة الذاتية للقيام بالأعمال.

## مستوى التقليدية
يُعتبر مستوى التقليدية في التفكير الأخلاقي نمطياً لدى المراهقين والبالغين. للتفكير بطريقة تقليدية، ينبغي الحكم على أخلاقية الأفعال عن طريق مقارنتهم بتوقعات وآراء المجتمع. يتكون المستوى التقليدي من المرحلة الثالثة والرابعة من التطور الأخلاقي. تتميز الأخلاقية التقليدية بقبول تقاليد المجتمع حول ما هو صحيح وخاطئ. ينصاع الفرد عند هذا المستوى للقواعد ويتبع أعراف المجتمع حتى إن لم يكن هناك نتائج للطاعة والعصيان. يكون الالتزام بالقواعد والتقاليد صارماً إلى حد ما. ومع ذلك، نادراً ما يتم التشكيك في مدى ملاءمة أو نزاهة القاعدة.
في المرحلة الثالثة (النوايا الحسنة كما يحددها الإجماع المجتمعي) تدخل الذات إلى المجتمع عن طريق قبول المعايير الاجتماعية. يتقبل الأفراد الموافقة أو الرفض من الآخرين حسب ما تعكسه آراء المجتمع. يحاولون أن يكونوا <<فتى جيد>> أو <<فتاة جيدة>> للارتقاء إلى مستوى هذه التوقعات، إذ يعلمون أن اعتبارهم جيدون يعتبر من المنافع التي يفيدون بها أنفسهم. قد يحكم المفكر في المرحلة الثالثة على أخلاقية فعل ما من خلال تقدير عواقبه فيما يتعلق بعلاقات الشخص، والتي تبدأ الآن في شمل أشياء مثل الاحترام والامتنان و«القاعدة الذهبية». «أريد أن أكون محبوباً وأعلم جيداً، فيما يبدو، أن عدم كوني شقياً يجعلني محبوباً بين الناس». الامتثال لقواعد دور الفرد الاجتماعي لم تُفهم بعدُ بصورة كاملة. تلعب نوايا الجهات الفاعلة دوراً أكثر أهمية في التفكير المنطقي بهذه المرحلة؛ قد يشعر الفرد بالمزيد من التسامح إن فكر الآخرون أن «نواياه جيدة.»
في المرحلة الرابعة (مقاد بالسلطة وطاعة النظام الاجتماعي) من المهم جداً الامتثال للقوانين والمذاهب والتقاليد الاجتماعية لأهميتهم في الحفاظ على مجتمع فعال. لذلك، فإن التفكير الأخلاقي في المرحلة الرابعة يتجاوز الحاجة إلى موافقة فردية معروضة في المرحلة الثالثة. المُثل المركزية أو المُثل العليا غالباً ما تحدد الصواب من الخطأ. إذا انتهك شخص واحد قانوناً، فربما يقوم الجميع بذلك-وبالتالي هناك التزام وواجب لدعم القانون والقواعد. وعندما ينتهك شخص ما القانون، يكون هذا الفعل خاطئ أخلاقياً؛ وبالتالي فإن الملومية تُعتبر عاملاً مهماً في هذه المرحلة لأنها تفصل المجالات السيئة عن المجالات الجيدة. يبقى معظم أعضاء المجتمع النشطين في المرحلة الرابعة، حيث لا تزال الأخلاق في الغالب تُملى من قِبل قوة خارجية.

## مستوى ما بعد التقليدية
تُعرف مرحلة ما بعد التقليدية بالمرحلة المبدئية، وتتميز بإدراك متزايد أن الأفراد كيانات منفصلة عن المجتمع، وأن وجهة نظر الفرد قد تأخذ الأولوية مع مبادئهم الخاصة. يعيش تابعو الأخلاقية ما بعد التقليدية حسب مبادئهم الأخلاقية الخاصة - مبادئ قد تتضمن بديهياً حقوق الإنسان الأساسية مثل الحياة والحرية والعدالة. ينظر الأشخاص الذين يتبنون الأخلاقية ما بعد التقليدية للقوانين على أنها آليات مفيدة لكن قابلة للتغيير - يجب أن تحافظ القوانين المثالية على النظام الاجتماعي العام وتحمي حقوق الإنسان. القواعد ليست إملاءات مطلقة ينبغي أن تُطاع دون تشكيك. نظراً لأن الأفراد في مستوى ما بعد التقليدية يرفعون تقديرهم الأخلاقي لحالة ما فوق المواثيق الاجتماعية، فإن سلوكهم، خاصة في المرحلة السادسة، يُخلط بينه وبين سلوك أولئك الذين في المستوى ما قبل التقليدي.
تكهن بعض المنظّرين أن الكثير من الناس قد لا يصلون إلى هذا المستوى من التفكير الأخلاقي المجرد.
في المرحلة الخامسة (مقاد بالعقد الاجتماعي) تظهر الجماعة أنها متماسكة بآراء وحقوق وقيم مختلفة. ينبغي احترام وجهات النظر هذه بشكل متبادل باعتبارها فريدة لكل شخص أو مجتمع. تعتبر القوانين بمثابة عقود اجتماعية وليست مراسيم جامدة. أولئك الذين لا يروجون للمصلحة العامة ينبغي أن يُستبدَلوا عند الضرورة لتحقيق «أكبر منفعة لأكبر عدد من الناس.» ويتحقق ذلك من خلال قرار الأغلبية والحل الوسط الذي لا مفر منه. تعتمد الحكومة الديمقراطية ظاهرياً على تفكير المرحلة الخامسة.
في المرحلة السادسة (مقاد بالمبادئ الأخلاقية العالمية) يستند التفكير الأخلاقي على التفكير المجرد باستخدام المبادئ الأخلاقية العالمية. القوانين صالحة فقط طالما أنها تستند إلى العدالة، والالتزام بالعدالة يحمل التزاماً بعدم الامتثال للقوانين الظالمة. الحقوق الاجتماعية ليست ضرورية، لأن العقود الاجتماعية ليست ضرورية للعمل الأخلاقي المخادع. لا يتم الوصول إلى القرارات افتراضياً بطريقة شرطية، إنما بشكل قاطع بطريقة مطلقة، كما في فلسفة إيمانويل كانط. الإجماع الناتج هو الاجراء المتخذ. في هذه الطريقة لا يكون العمل وسيلة فحسب، بل دائماً غاية في حد ذاته؛ يتصرفه الفرد لأنه صحيح، وليس لأنه يتجنب العقوبة، أو لأن الأمر ينصب في مصلحتهم، أو لأنه متوقع، أو قانوني، أو متفق عليه مسبقاً. على الرغم من إصرار كولبرغ على وجود المرحلة السادسة، إلا أنه وجد صعوبة في تحديد الأفراد الذين يعملون باستمرار في هذا المستوى.